# Аврињи
Аврињи (фр. Avrigny) насеље је и општина у североисточној Француској у региону Пикардија, у департману Оаза која припада префектури Клермон.
По подацима из 2011. године у општини је живело 348 становника, а густина насељености је износила 57,9 становника/km². Општина се простире на површини од 6,01 km². Налази се на средњој надморској висини од 86 метара (максималној 121 m, а минималној 65 m).

## Демографија
| 1962. | 1968. | 1975. | 1982. | 1990. | 1999. | 2011. |
| ----- | ----- | ----- | ----- | ----- | ----- | ----- |
| 253   | 269   | 242   | 265   | 294   | 320   | 348   |

График промене броја становника у току последњих година